# Кульчин, Юрий Николаевич
Юрий Николаевич Кульчин (род. 9 февраля 1953) — российский физик, специалист в области оптики, лазерной физики, оптической обработки информации и оптических измерений, академик РАН (2011), заслуженный деятель науки РФ (1999). Заместитель председателя ДВО РАН (2004—2022), председатель ДВО РАН с 2022, вице-президент РАН (с 2022), директор Института автоматики и процессов управления ДВО РАН (2005—2019). Доктор физико-математических наук, профессор.

## Биография
В 1976 году окончил специальный факультет физики Московского инженерно-физического института (с 2009 года — Национальный исследовательский ядерный университет «МИФИ»). В 1982 году защитил кандидатскую диссертацию «Формирование голограмм пространственно-неоднородными световыми волнами с использованием элементов интегральной и волоконной оптики», в 1991 году — докторскую. В 1993 году присвоено звание профессор.
В 1976—1979 годах — стажер-исследователь и младший научный сотрудник Института автоматики и процессов управления ДВНЦ АН СССР, в 1979—1982 годах — аспирант МИФИ. В 1982—1988 годах — доцент, заведующий Кафедрой физики Дальневосточного политехнического института. В 1988—1991 годах — докторант МИФИ. В 1992—2004 годах — профессор, проректор по научной работе Дальневосточного государственного технического университета. С 1998 года — заведующий лабораторией ИАПУ ДВО РАН.
В 2004 г. избран заместителем Председателя ДВО РАН. С 2005 по 2019 годы — директор Института автоматики и процессов управления ДВО РАН.
С 2011 г. — заместитель директора Школы естественных наук Дальневосточного федерального университета (ДВФУ), руководитель кластера физико-математических наук и член ученого совета Школы естественных наук ДВФУ.
Заместитель председателя и член Президиума ДВО РАН, член Комиссии РАН по нанотехнологиям, Совета РФФИ, председатель докторского диссертационного совета, председатель Приморского отделения Объединенного физического общества РФ, почётный член SPIE (США), член редакционных коллегий 6 отечественных и зарубежных изданий, в том числе журналов «Квантовая электроника», «Автометрия» РАН и Laser Biology (Китай). Профессор Дальневосточного государственного технического университета и руководитель Научно-образовательного центра «Оптоэлектроника и информационные технологии» Дальневосточного государственного университета.

## Труды
Сфера научных интересов: создание адаптивных волноводных сенсоров, разработка лазерных методов диагностики жидких и газообразных сред, изучение оптических свойств наноструктурированных сред, исследование и разработка наноразмерных биосиликатных материалов с заданными структурой и функциями.
Основные работы по изучению физических процессов сбора и обработки информации в функциональных устройствах интегральной и волоконной оптики, разработке нового класса быстродействующих аналоговых волноводных процессоров и адаптивных распределенных оптоэлектронных информационно-измерительных систем.
Выполнил исследования по динамической волноводной голографии, определению предельных возможностей и разработке элементной базы и устройств аналоговых волноводных процессоров. Исследовал процессы записи и реконструкции волноводных голограмм, нелинейно-оптического взаимодействия пространственно-неоднородных световых волн в фоторефрактивных кристаллах и разработано описание характеристик лазерного излучения в волоконных световодах, что послужило основой для создания новых корреляционных методов обработки оптических сигналов и новых принципов стабилизации рабочих характеристик волоконных интерферометров.
Разработал оригинальные конструкции датчиков физических величин, предложил и изучил новый класс оптических интерферометров — одноволоконные многомодовые интерферометры. Им решены проблемы томографического восстановления пространственного распределения векторных физических полей и разработаны нейросетевые методы реконструкции распределения полей в реальном времени с использованием распределенных волоконно-оптических измерительных сетей.

## Награды
- Медаль ордена «За заслуги перед Отечеством» I степени (2022)[5]
- Медаль ордена «За заслуги перед Отечеством» II степени (2013)[6]
- Заслуженный деятель науки Российской Федерации (1999)
- Золотая медаль на Всемирном салоне инноваций «Брюссель-Эврика» за создание «Интеллектуальной оптоэлектронной измерительной системы» (2002).
- Действительный член SPIE (2007)[7]
- Золотая медаль имени Н. Г. Басова (2020)[8]
- Золотая медаль ДВО РАН имени академика В. Л. Комарова (2024)[9]

### Избранные труды
- О. Н. Крохин, В. В. Зауткин, Ю. Н. Кульчин Проблемы физического образования в технических вузах. БОРЬБА С УМО // Физическое образование в вузах. Т. 9, № 1, 2003. — С. 15-22.